# 양귀비가 있는 귀리밭
양귀비가 있는 귀리밭(프랑스어: Champ d'avoine aux coquelicots) 또는 개양귀비 밭은 프랑스 인상파 화가 클로드 모네가 1890년에 그린 작품이다. 현재 프랑스 스트라스부르의 스트라스부르 근현대 미술관에 전시되어 있다. 등록번호는 55.974.0.683이다.
1890년 여름 모네의 자택이 있던 지베르니 주변의 들판을 배경으로 한 다섯 점의 그림 중 하나이다. 1948년 미술관 측에서 구입하였다. 1947년 스트라스부르 미술관 화재로 지급된 보험금으로 구입한 작품이기도 하다.

## 같이 보기
- 클로드 모네의 작품 목록